# Gerhard Jacob Quadflieg
Gerhard Jacob Quadflieg   (Aquisgrà, 27 d'agost de 1854 - Elberfeld, 23 de febrer de 1915) fou un organista i compositor alemany.
Estudià en l'Escola de Música de Ratisbona i després passà als Països Baixos, on actuà coma organista i professor de música. A partir de 1881 fou professor i des de 1898 rector d'Elberfeld, on, a més, exercí les funcions d'organista i de mestre de cors.
Va compondre molta música d'església: set Misses de 2 a 5 veus, nombrosos Motets, un Te Deum a 5 veus, una col·lecció de Pange lingua de 3 a 5 i diversos preludis, postludis i acompanyaments per a orgue.